# Custódia de Abreu
Custódia de Abreu (Cajazeira, ? em 1740 - 20 de maio de 1826) foi uma escravizada mestiça que nasceu na metade do século XVIII (aproximadamente em 1740) na se localiza Cajazeira, na capitania de São José do Piauí, que no século XXI é o Piauí (PI). Destacou-se por ser acusada pelo Tribunal do Santo Ofício de Lisboa de participar de reunião diabólicas, fazer pactos e feitiçaria no Piauí colonial.

## Biografia

### Primeiros anos de vida
Custódia de Abreu foi uma mulher indígena escravizada da nação Gueguê, da comunidade do Tronco Macro-jê. Ficou conhecida no Brasil Colonial por confessar ter participado de congressos noturnos e praticado atos diabólicos no sertão piauiense. Viveu em São José do Piauí, localizado em Cajazeiras por volta da metade do século XVIII, O local da sua morte ainda permanece desconhecido.
Indígena escravizada desde menina por José de Abreu Bacelar, Custódia foi acusada de bruxaria e se confessou quando tinha entre 15-18 anos, mas sua confissão só foi documentada anos depois, em 1787, fonte essa que nos permitiu ter um contato maior com sua vivência e existência.
Sua vida e de sua família antes de Custódia se tornar escravizada de José de Abreu Bacelar ainda permanecem desconhecidas, no qual se sabe apenas informações gerais de levantamentos geográficos de quantos indígenas habitavam a região e o numero de escravizados naquele espaço.

### Vida na escravidão
Custódia nasceu em liberdade, porém foi capturada e escravizada nos anos iniciais de sua vida, prática essa comum entre os indígenas capturados "ainda pequenotes", com ou sem a presença dos pais, para que servissem como escravizados. Essa tática era usada pelos proprietários de escravos, a fim de que desde muito jovem os filhos dos escravizados fossem inseridos nas tarefas das casas e das fazendas, sendo habituados e desenvolvendo as capacidades que se esperava de um escravo naquele momento.

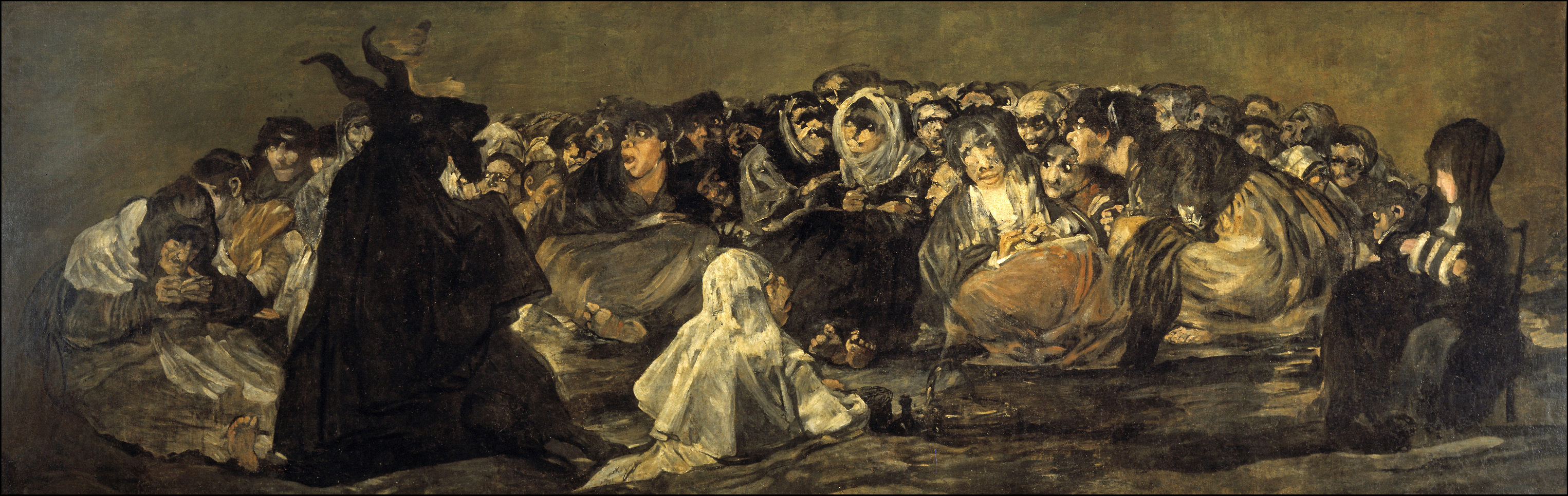
Francisco Goya - Aquelarre, também conhecida como O Grande Bode

É na fazenda de José de Abreu Bacelar, um fazendeiro que possuía mais de trinta escravizadas e escravizados  em suas terras, que Custódia tem contato com Maria Leonor, uma mulher branca e abastada,  órfã e criada sob a tutela de seu tio, conhecido como um fazendeiro dentro da Capitania do Piauí as práticas cristãs na fazenda de José de Abreu Bacelar, sendo chamadas nesse período de raparigagens, ou seja, interações juvenis na Colônia.

### Confissões e acusações
Essas práticas cristãs que Custódia aprendeu a partir de outros escravizados eram diferentes dos preceitos católicos segundo os relatos de Maria Leonor, visto que em muitas estrofes como a do Pai Nosso, eram tiradas de seu sentido original, tendo os seguintes versos "creio em Deus padre, mas ele não é padre: todo poderoso, mas ele não é poderoso: e em Jesus Cristo; mas não é nem Jesus Cristo; e assim até virando às avessas". 
Essas orações foram encaradas como elementos contrários ao catolicismo, ou seja, tidas como bruxaria, e no caso de Custódia, um ritual de cunho sexual, registrado pelo padre Manoel da Silva como um pecado de idolatria em abril de 1758. Entre uma das acusações de bruxaria com cunho sexual que foi acusada, Custódia e Josefa Linda (irmã de Maria Leonor denunciada pelo envolvimento com bruxaria), realizaram 3 dias de preparação na casa de José de Abreu na falta de uma Igreja, usando de ícones da Virgem Maria e de Cristo crucificado, na qual chicoteavam essas imagens, urinavam ou se masturbavam com ela, para invocar o que era descrito como "Nosso Homem" por Custódia.
Esse ritual acontecia no dia a dia, e tinha a intenção de suprir a excitação e os desejos de Custódia ao se relacionar com um ser que ninguém poderia ver, porém era também uma companhia para a escravizada não andar desacompanhada pela casa e ter "alguém" para se conversar.
Ainda não se tem mais informações sobre a morte de Custódia, que permanece um mistério.

## Contexto Histórico

### Bruxaria na Europa
A Europa dos séculos XV e XVI  passava por: guerras religiosas, peste negra e a Reforma Protestante. Nesse cenário a figura do Diabo foi usada como bode expiatório e associada aos grupos tidos como opositores da Igreja cristã, como o judeus, muçulmanos e as mulheres, que foram transformadas em bruxas.
Com a publicação do Malleus Maleficarum, de Heinrich Kramer e James Sprenger em 1486, a bruxaria tornou-se muito mais ameaçadora para a mentalidade da Europa. O Malleus Maleficarum era um manual que dava instruções aos inquisidores sobre como identificar e torturar alguém suspeito de heresia.

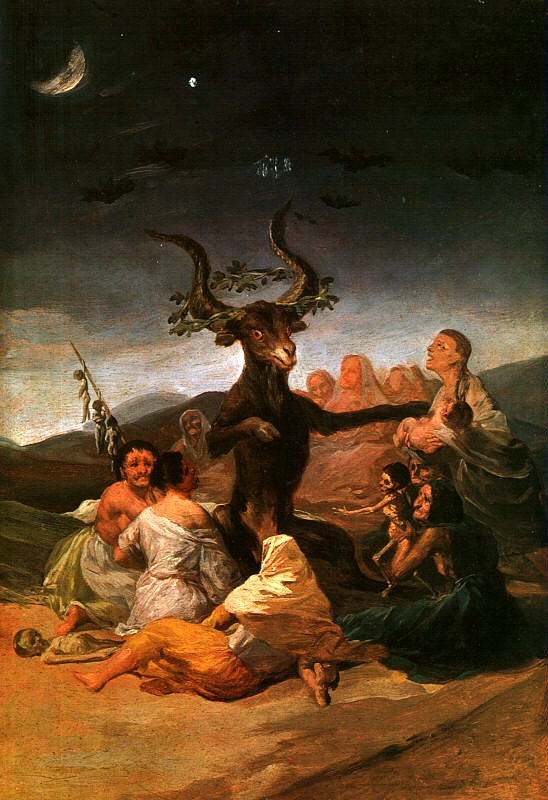
Aquelarre (Sabá das bruxas bascas /espanholas; por volta de 1797-1798) de Francisco Goya.

A inquisição passou a perseguir as bruxas na Europa, e tratava também a bruxaria e feitiçaria como heresias e o Sabbat foi visto como um ritual de consagração ao Diabo. Custódia de Abreu fora acusada de participar de um ritual muito semelhante ao Sabbat europeu, que foi realizado no interior do Piauí colonial.  

### Bruxaria no Brasil
Custódia de Abreu viveu no Brasil colonial do século XVIII  onde as práticas de feitiçaria eram vistas de formas diferentes por colonizadores e colonos. Para os colonizadores as práticas de feitiçaria eram obras do diabo e fonte de todo o mal, e o que impedia a conversão dos indígenas. Para os colonos a feitiçaria era usada como meio de aliviar problemas sociais, como doenças e a miséria.
A feitiçaria também era uma forma de resistência a escravidão. A resistência à escravidão se deu de muitos modos no Brasil colonial: fugas, revoltas, fundação de quilombos, roubos, assassinatos e feitiços. Muitas vezes o único meio de um escravizado se defender era por meio das práticas de feitiçaria, e Custódia pode ter também utilizado a feitiçaria para esses fins. 
A fiscalização do comportamento religioso da colônia era feita por diversos grupos, tais como: pela própria Inquisição, e pela Companhia de Jesus. Portanto, a confissão de Custódia de Abreu foi registrada por um jesuíta chamado Manuel da Silva.